# Elaeocarpus rubescens
Elaeocarpus rubescens är en tvåhjärtbladig växtart som beskrevs av Weibel. Elaeocarpus rubescens ingår i släktet Elaeocarpus och familjen Elaeocarpaceae. Inga underarter finns listade i Catalogue of Life.